# Jana Bobošíková

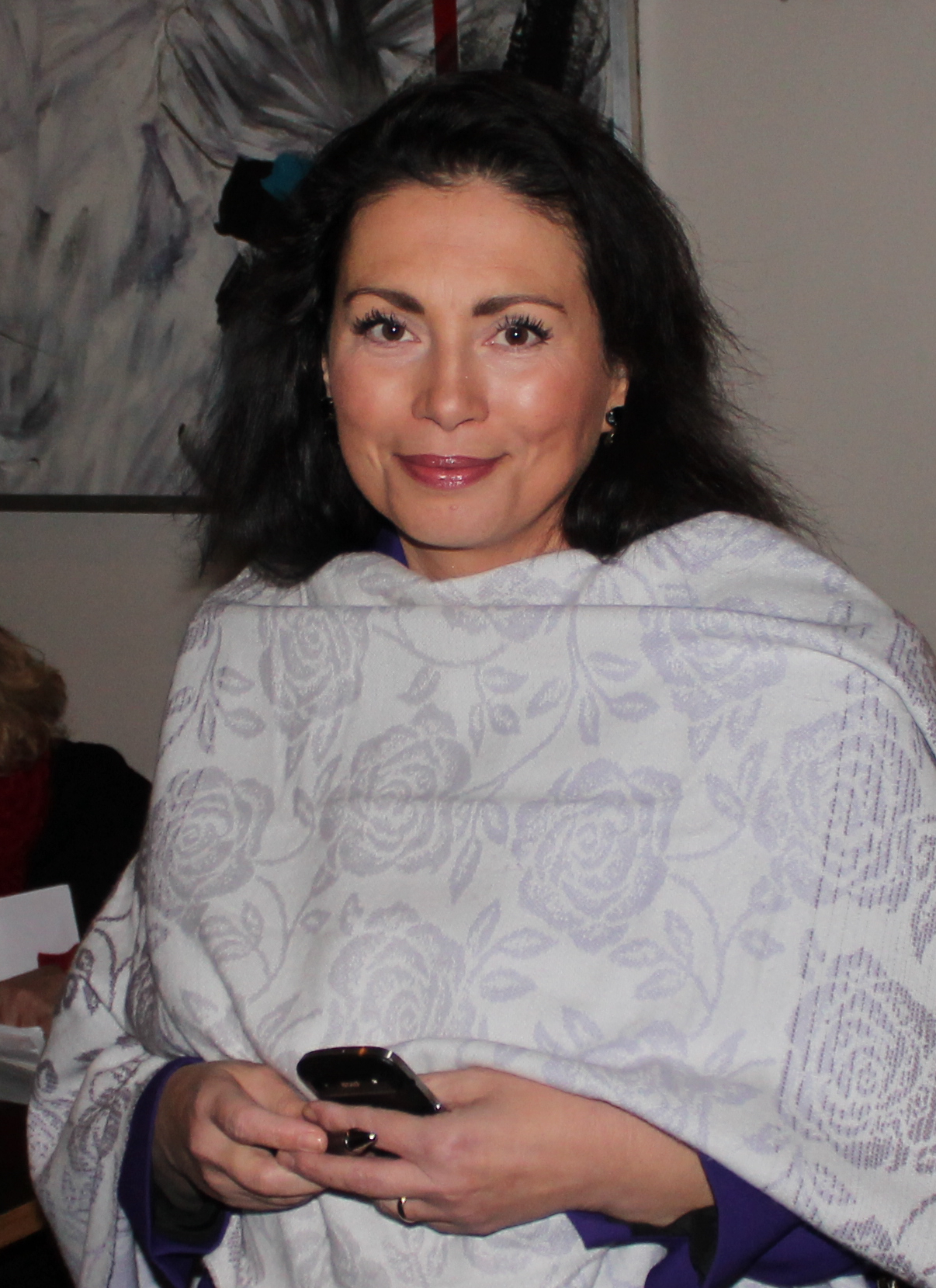
Jana Bobošíková

Jana Bobošíková (29 de agosto de 1964 en Praga) es una política checa y exmiembro del Parlamento Europeo y como no inscrita en el Parlamento Europeo.
Tuvo varios cargos como: Comisión de Desarrollo Regional, y una sustituta de la Comisión de Asuntos Económicos y Monetarios y miembro de la Delegación en la Comisión Parlamentaria de Cooperación UE-Ucrania.
Bobošíková presentó su candidatura en 2008 y 2013, por la Presidencia de la República Checa. En la primera vuelta de las elecciones de 2013, se colocó novena con 2,39% (123 171 votos). Sin embargo no clasificó para la segunda ronda.

## Juventud
Fue miembro de la Unión Socialista de la Juventud. En 2012, los medios de comunicación checos dieron cuenta de que en un informe de noticias de TV desde junio de 1986, ella le dio un ramo de rosas al entonces Secretario General del Partido Comunista de Checoslovaquia, Gustáv Husák. Más tarde comentó para Česká televize: "Para mí, es un honor".